# Бамбершка државна библиотека
Бамбершка државна библиотека је научна, регионална и универзална библиотека. Одговорна је за библиотеку Слободна Држава Баварска и тако су све књиге на располагању јавној публици.

## О библиотеци
Библиотека се данас налази на катедралном тргу у Новој резиденцији, где су раније становали бискупи који су уједно били кнежеви Светог римског царства.
Језгро историјских збирки библиотеке заснива се на поклонима Хајнриха II Светог, који је основао бискупију 1007. године. Од времена секуларизације, када су затворили и све манастири у Бамбергу, рукописне књиге се налазе у библиотеци.
Бамбершка државна библиотека је светски познат по средњевековним рукописима. Три историјске рукописне књиге су уписане на листу Светске баштине Унеска:
- Бамбершка Апокалипса (Msc.Bibl.140)
- Егзегетски коментари Песме над песмама, Прича Соломунових и Књиге о Данилу (Msc.Bibl.22)
- Фармакопеја из Лорша (Msc.Med.1)

## Библиотечки фонд
- Више од 566.000 свезака укупно
- Око 80.000 графике и фотографије
- Око 3.600 инкунабуле (најстарије штампане књиге, настале пре 1500. године)
- Око 6.400 рукописне књиге и аутограми укупно (око 1.000 рукописи средњег века)
- Око 1.650 часописа[1]